# Carlos Vera (árbitro de fútbol)
Carlos Alfredo Vera Rodríguez (Junín, 25 de junio de 1976) es un exárbitro de fútbol y político ecuatoriano.

## Carrera deportiva
Ha sido árbitro internacional desde 2006. Fue árbitro oficial de partidos en la Copa Libertadores, Copa Sudamericana, clasificación para la Copa Mundial de la FIFA y el Campeonato Sudamericano Juvenil.
En 2007 fue sancionado diez fechas por la Comisión Disciplinaria de la Federación Ecuatoriana de Fútbol (FEF), después de haber arbitrado un Clásico del Astillero, luego de expulsar a Gabriel Fernández de Emelec porque creyó que fingió una lesión y anulando un penal.
Fue seleccionado como árbitro para la Copa América 2011 en Argentina.
Además, fue nombrado por la FIFA para hacerse cargo de partidos en el Campeonato Mundial de Clubes 2012 en Japón. Fue colocado en el puesto número 15 en la lista de los mejores árbitros del 2012 de acuerdo a la Federación Internacional de Historia y Estadística del Fútbol.
Fue seleccionado para arbitrar la Copa Mundial de Brasil 2014 en los partidos Nigeria vs Irán, Grecia vs Costa de Marfil y como cuarto árbitro en los partidos Rusia vs Bélgica por la fase de grupos, México vs Holanda en octavos de final y Alemania vs Argentina en la gran final.

## Carrera política
El 19 de febrero de 2017, fue elegido Asambleísta Nacional por Alianza País, obteniendo más de 2,7 millones de votos.